# Eugène Ryter
Eugène Ryter, né le 23 mars 1890 à La Chaux-de-Fonds et mort le 8 mars 1973 à Neuchâtel, est un haltérophile suisse.

## Biographie
Eugène Ryter participe aux Jeux olympiques d'été de 1920 à Anvers. Il remporte la médaille de bronze en poids plumes (moins de 60 kg).